# 琉璃乡
琉璃乡，是中华人民共和国江西省抚州市金溪县下辖的一个乡镇级行政单位。

## 行政区划
琉璃乡下辖以下地区：
琉璃村、坪塘村、陀山村、黄源村、印山村、尚庄村、北岸村、澳塘村、新塘村、波源村、桂家村、蒲塘村、东源村、何坊村和塘下村。